# Wiesendorf (Weiden in der Oberpfalz)
Wiesendorf ist ein 70 Einwohner zählender Gemeindeteil der Stadt Weiden in der Oberpfalz.

## Geografie
Das bayerische Dorf Wiesendorf liegt im nördlichen Oberpfälzer Wald nahe Neunkirchen, rund acht Kilometer westlich der Stadt Weiden in der Oberpfalz. Es liegt nahe dem Mantler Forst.

## Geschichte
Um 1683 hieß Wiesendorf „Ladschedmül“, ab 1734 wurde Wiesendorf erstmals urkundlich benannt als „Wisendorf“. Es ist eine sehr späte Rodungssiedlung auf Greuthgründen. Zwischen 1817 und 1841 bestand Wiesendorf aus sieben Höfen und hatte etwa 39 Einwohner.
Zum 1. Juli 1972 wurde Wiesendorf zusammen mit Brandweiher und Frauenricht in die Stadt Weiden eingemeindet.

### Verkehr
Wiesendorf ist ein „Sackgassenort“. Somit herrscht kein Durchgangsverkehr. Die einzige Straße, die in den Ort führt, kommt aus Neunkirchen. Diese hat auch einen Abzweig nach Rupprechtsreuth. Ein Wendehammer am Ortsanfang ermöglicht das Umkehren. Dort gibt es eine Bushaltestelle.